# بيت الصباحي (السدة)

تعديل مصدري - تعديل

بيت الصباحي محلة تابعة لقرية بيت النسيم، التابعة لعزلة المرخام بمديرية السدة إحدى مديريات محافظة إب في الجمهورية اليمنية.، بلغ تعداد سكانها 119 حسب تعداد اليمن لعام 2004.